# 샤오선양
샤오선양(중국어 간체자: 小沈阳, 정체자: 小沈陽, 병음: Xiǎoshěnyáng, 본명: 선허(중국어 간체자: 沈鹤, 정체자: 沈鶴, 병음: Shěn Hè, 한자음: 심학, 1981년 5월 7일 ~ )은 중국의 배우, 가수, 텔레비전 배우이다. 랴오닝성 톄링시 카이위안시에서 태어났다.

## 방송
- 우리들의 법칙
- 향촌애정 변주곡
- 부시전적사
- 음식남녀
- 앵도